# Abū-Ṭālib Ḫān
Abū-Ṭālib Ḫān, o Mirza Abu Taleb Khan (più formalmente Mirzá Abú Muhammad Tabrízí Isfahání, noto come "Il principe persiano" durante il suo soggiorno a Londra e come Abú Tálib Londoni una volta ritornato in India) (Abbasabad, 1752 – Bundelkhand, 1805 o 1806), è stato un viaggiatore e storico indiano nato in Persia.
Nato nella provincia di Esfahan in Persia (poi Iran), fu un esattore delle tasse e amministratore dell'India settentrionale, talvolta descritto come uno studioso persiano, rilevante per le sue memorie di viaggio in Gran Bretagna, Europa e Asia Minore, dal titolo Masir Talib fi Bilad Afranji ("Viaggi di Talib nella terra dei Franchi"), scritte tra il 1799 e il 1805 circa.

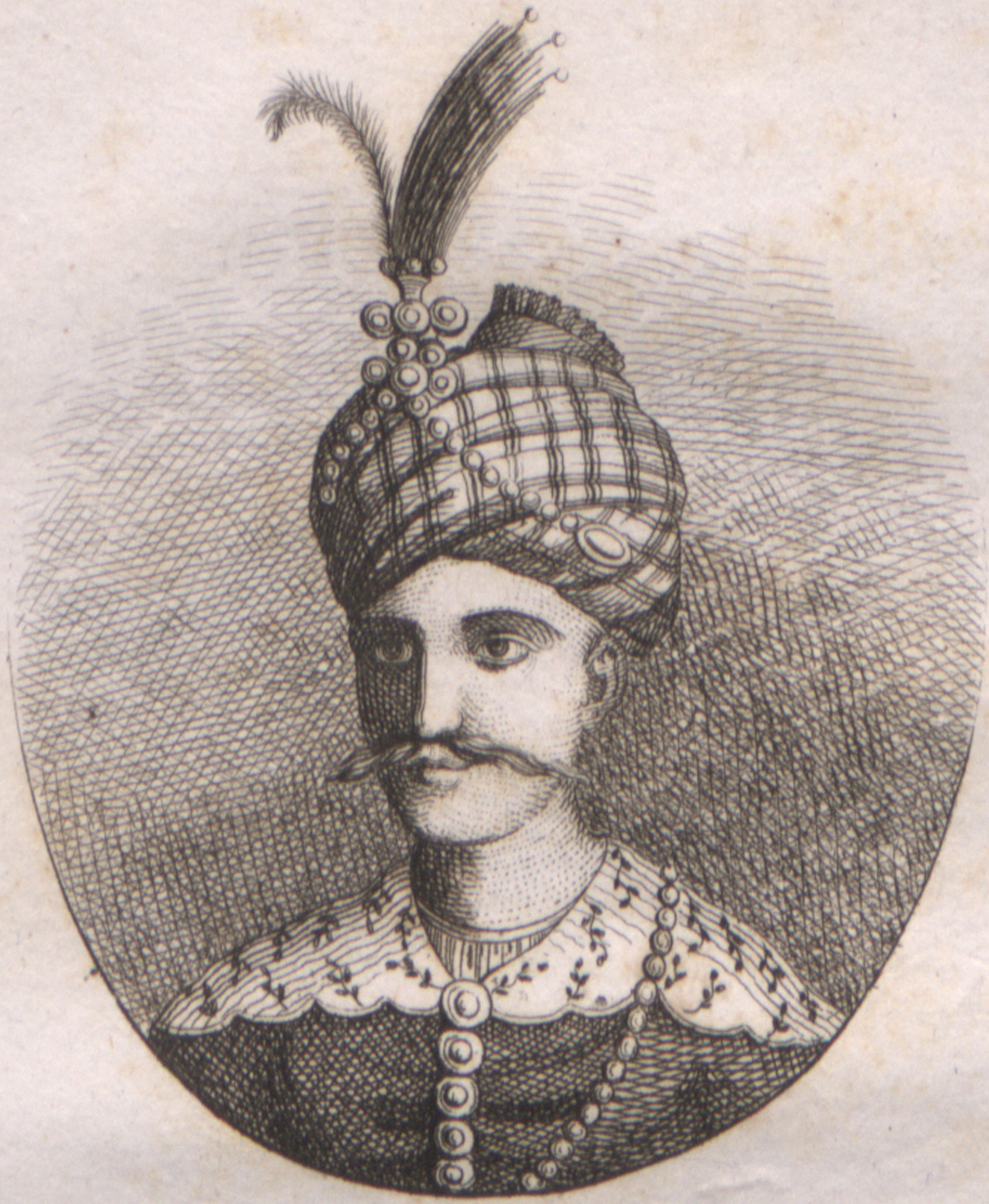
Ritratto di Abū-Ṭālib Ḫān

Il libro, tradotto in inglese, è stato uno dei primi di un viaggiatore indiano riguardo all'Occidente ed è stato definito "forse il primo più significativo "diario di viaggio inverso" pubblicato in Europa durante l'epoca romantica".

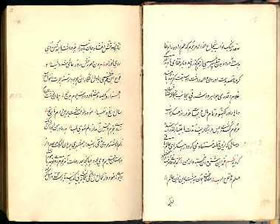
Il Masir Talib fi Bilad Afranji in persiano di Abū-Ṭālib Ḫān

## Opere
- Lubbu-s Siyar wa Jahánnumá, c.1793-4[1]
- Masir Talib fi Bilad Afranji, c.1805[6]
- Travels of Mirza Abu Taleb Khan in Asia, Africa and Europe, 1810, 1814[5]

Tra queste, Elliot e Dowson asseriscono che egli fu autore di "numerosi altri trattati, una biografia dei poeti, antichi e moderni, e, citando il Zubdatu-l Gharaib of Muhammad Riza, "egli stesso indulgeva nel verseggiare, specialmente sul soggetto delle donne d'Inghilterra, che aspirano all'uguaglianza con gli Angeli del Paradiso, e si dilungava sempre sulle struggenti incursioni delle donne di quel Paese, che cantava nelle assemblee pubbliche".